# 북한인권기록보존소
북한인권기록보존소(北韓人權記錄保存所)는 북한주민의 인권 보호 및 증진을 위하여 북한인권기록 관련 자료의 보존·관리 및 그와 관련된 사무를 관장하는 대한민국 법무부의 소속기관이다. 2016년 10월 11일 발족하였으며, 소장은 서기관·검찰수사서기관 또는 검사로 보한다.

## 설치 근거 및 소관 업무

### 설치 근거
- 「북한인권법」 제13조제5항[1]
- 「북한인권법 시행령」 제15조제1항[2]

### 소관 업무
- 북한인권법 제13조제5항에 따라 자료를 이관받기 위하여 필요한 업무
- 북한인권법 제13조제5항에 따라 이관받은 자료의 체계적인 보존·관리 업무
- 그 밖에 이관자료를 보존·관리하기 위하여 법무부장관이 필요하다고 인정하는 업무

## 연혁
- 2016년 10월 11일: 북한인권기록보존소를 설치.

## 논란
- 북한인권법이 제정된 이후 인권 실태를 담당할 기구를 통일부와 법무부 둘 중 어디에 두어야 할 지에 대한 논란이 있었다. 통일부가 남북 간의 대화와 교류를 관장하는 부처이므로 통일부에 기관을 설치하도록 북한인권법에서 규정해 놓았으나, 북한 정권의 인권 유린에 대한 처벌 근거를 확보하기 위해 관련 부서인 법무부에 두어야 한다는 주장이 제기된 것이다. 이에 북한 인권 상황의 실태를 조사하고 수집하는 북한인권기록센터는 통일부에 두되, 관련 자료를 넘겨받아 보관하는 북한인권기록보존소는 법무부에 두며, 북한인권기록센터에 검사를 파견하기로 합의했다. 하지만 두 기관이 서로 분리되어 있어 상호 협조가 어려우므로 일원화할 필요성이 제기되고 있다.[3][4]

- 북한인권 시민단체(NGO) 북한인권정보센터(NKDB) 부설기관, 북한인권기록보존소(북한인권정보센터)와 동명